# Sisyrinchium pallidum
Sisyrinchium pallidum là một loài thực vật có hoa trong họ Diên vĩ. Loài này được Cholewa & Douglass M.Hend. miêu tả khoa học đầu tiên năm 1984.